# Microplacca di Gonâve

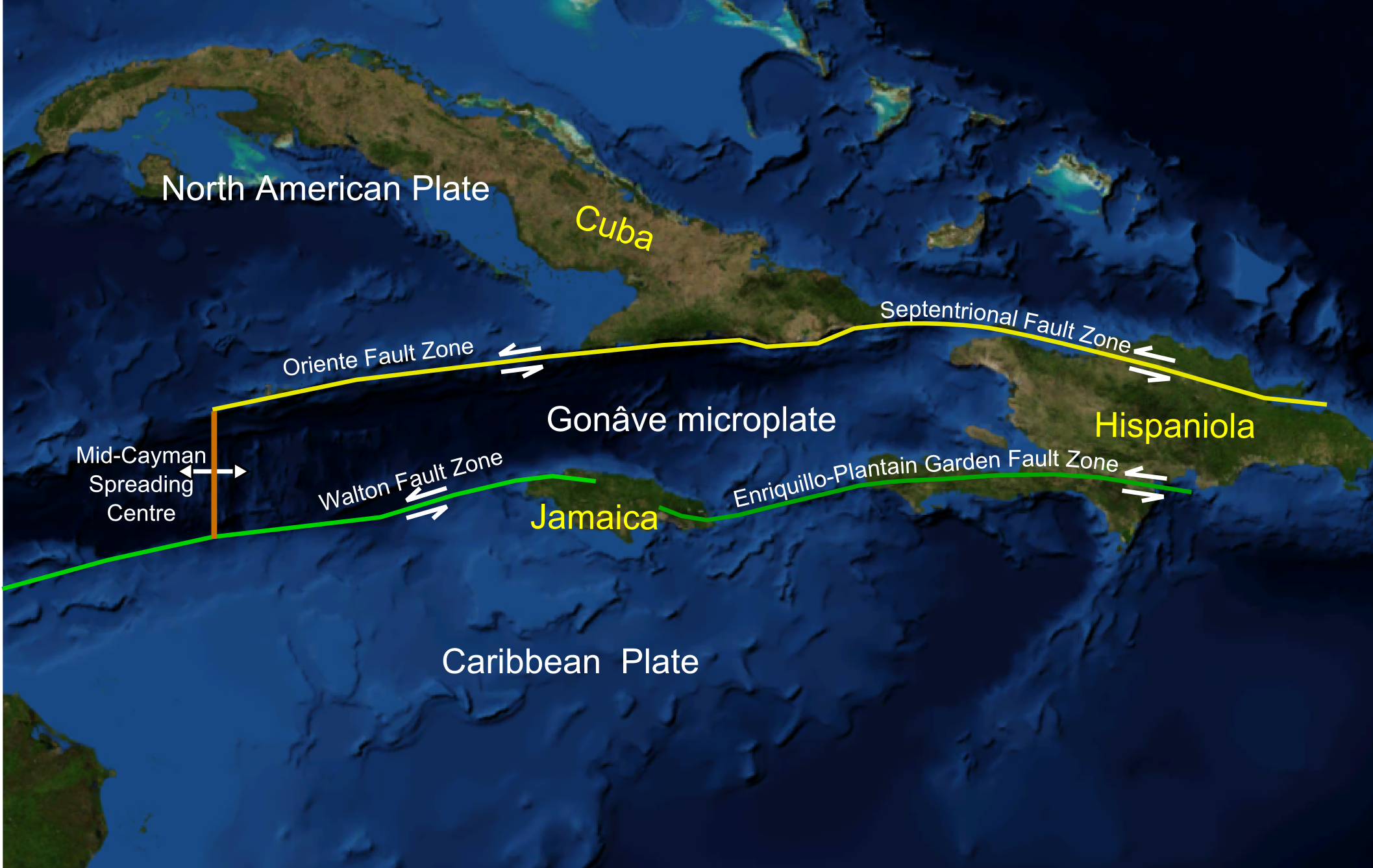
La microplacca di Gonâve e le zone di faglia che la delimitano.

La microplacca di Gonâve forma parte del confine tra la placca nordamericana e la placca caraibica. È delimitata a ovest dalla fossa delle Cayman, a nord dalla zona di faglia Septentrional-Oriente, a sud dalla zona di faglia di Walton e dalla faglia di Enriquillo-Plantain Garden.
L'esistenza di questa microplacca fu proposta per la prima volta nel 1991 e in seguito confermata da misurazioni GPS, che mostrano che lo spostamento complessivo tra le due placche è pressoché egualmente suddiviso tra le zone di faglie trascorrenti che delimitano la microplacca di Gonâve.
Si ritiene che la microplacca andrà infine in accrezione sulla placca nordamericana.

## Estensione geografica
La microplacca di Gonâve è una striscia lunga circa 1.100 km, costituita principalmente da crosta oceanica della fossa delle Cayman, ma che include materiale dell'arco insulare sul sua estremità orientale in corrispondenza con la parte occidentale dell'isola di Hispaniola. Più a est è stata identificata anche una microplacca di Hispaniola totalmente separata.
All'estremità occidentale, la microplacca di Gonâve è delimitata dalla dorsale oceanica delle Cayman centrali. A nord è delimitata dalla zona di faglia Septentrional-Oriente e a sud da un più complesso sistema di faglie trascorrenti che includono la faglia di Walton e la faglia di Enriquillo-Plantain Garden. Dove i margini settentrionali e meridionali si avvicinano al bordo esterno della placca caraibica, essi diventano meno precisi e anche il margine orientale non è ben definito.

## Evidenza dell'esistenza
La presenza di una distinta microplacca di Gonâve fu suggerita per la prima volta dall'analisi delle rilevazioni effettuate con il sonar a scansione laterale nella fossa delle Cayman. Questo studio evidenziò una serie di faglie trascorrenti continue lungo il fianco meridionale della fossa, che si diffondevano su entrambi i suoi lati. I dati GPS supportano l'esistenza della microplacca, mostrando che il movimento relativo tra la placca nordamericana e la placca caraibica è egualmente suddiviso tra i due sistemi di faglie trasformi. Il confronto tra queste velocità e le osservazioni delle bande di anomalia magnetica all'interno della fossa delle Cayman suggeriscono che lo spostamento viene sempre più trasferito dal sistema di faglie settentrionali a quello meridionale. Le osservazioni sono consistenti con l'accrezione finale della microplacca di Gonâve sulla placca nordamericana.

## Storia
La microplacca di Gonâve cominciò a formarsi all'inizio dell'Eocene, nel corso dell'Ypresiano, dopo che la punta più avanzata della placca caraibica (che oggi corrisponde all'isola di Cuba) entrò in collisione con la piattaforma delle Bahamas.
La placca non era più in grado di muoversi verso est per cui il sistema di faglie trasformi si sviluppò verso sud, lasciando da parte la zona settentrionale e mandandola in accrezione sulla placca nordamericana. Si formò un vasto gradino lungo questa zona subito a est della penisola dello Yucatán, creando un bacino divergente che continuò ad estendersi fino all'inizio dell'espansione del fondale oceanico, dando luogo alla dorsale delle Cayman. 
Un successivo movimento del sistema di faglie portò alla formazione della fossa delle Cayman, anche se all'epoca la futura microplacca era ancora fermamente attaccata alla placca caraibica. 
Verso la fine del Miocene, la porzione della placca caraibica formata dall'isola di Hispaniola  cominciò a collidere con la piattaforma delle Bahamas e si sviluppò un nuovo sistema di faglie trasformi attraverso la Giamaica, la parte meridionale di Hispaniola e la faglia di Enriquillo-Plantain Garden, isolando parte della fossa delle Cayman e la parte centrale di Hispaniola che andarono a formare la microplacca di Gonâve.
È stato suggerito che anche la microplacca di Gonâve finirà per andare in accrezione sulla placca nordamericana, poiché tutti gli spostamenti dei margini delle placche si trasferiscono sul sistema meridionale di faglie.